# Ángel Eleta
Ángel Eleta (Villafranca, provincia de Navarra, España, 1908 - 1979) fue un actor, bailarín y coreógrafo que desarrolló su carrera profesional en Argentina. estuvo casado con la también bailarina Esmeralda Agoglia y es hermano de la bailarina María del Villar Eleta.

## Carrera profesional
Fue primer bailarín solista del Teatro Colón y realizó giras internacionales con destacados conjuntos de ballet. También trabajó varias temporadas en el Teatro Maipo acompañando a Beba Bidart. Estilizó el tango y es con Beba Bidart que estrena el famoso Taquito Militar de Mariano Mores, poniéndole su coreografía aprobada por Mores. Finalmente se radicó en su país natal y en Barcelona siguió con sus clases de Ballet, formando nuevos valores. También forma parte, a finales de los años 60, de la compañía de Ethel Rojo, en la cual es coreógrafo, bailarín y actor. También trabajó en televisión a fines de la década de 1950 en el programa musical Tropicana Club con Beba Bidart y Osvaldo Miranda y en El tango, señor de mi ciudad.

## Obras teatrales
- Penélope ya no teje (1946)
- Bésame, Petronila (1949)
- El otro yo de Marcela (1948)
- Así se ama En Sudamérica (1950)[2]

## Filmografía
Actor
- La mano que aprieta   (1953) …Ralph
- La bestia debe morir   (1952) …Bailarín que acompaña a Linda
- Como yo no hay dos   (1952)
- Cuidado con las mujeres   (1951)
- Locuras, tiros y mambo   (1951)
- Miguitas en la cama   (1949)

Coreografía
- Vigilantes y ladrones   (1952)
- ¡Qué rico el mambo!    (1952)
- Escándalo nocturno

## Teatro
- 1956: Comedias Musicales, de Miguel de Calasanz, con Diana Ingro, Dana Kelly, Doris Violet, Domingo Márquez, Blanca Lafont, Julián Bourgués y Alberto Dalbés.